# Williamsus maculatus
Williamsus maculatus är en insektsart som först beskrevs av Williams 1977.  Williamsus maculatus ingår i släktet Williamsus och familjen vedstritar.
Artens utbredningsområde är Mauritius. Inga underarter finns listade i Catalogue of Life.